# Andrzej Seyfried
Andrzej Seyfried (geboren 27. Juli 1922 in Lwów; gestorben 5. Januar 2009) war polnischer Gelehrter, Professor der Medizin, Spezialist auf dem Gebiet der Rehabilitation, Ehrendoktor der Akademie für Sport in Warschau.

## Leben
Seyfried ging auf die Grundschule und Mieczysław-Kistryn-Realschule in Lwów. Er schloss 1949 ein Medizinstudium an der Adam-Mickiewicz-Universität Posen ab. Im Jahr 1950 erhielt er den Grad des Doktors der Medizin, habilitierte 1970 und erlangte 1980 den Professorentitel. Er war ein Schüler des weltbekannten orthopädischen Chirurgen Wiktor Dega. Seit 1984 war er Hochschullehrer für Leibeserziehung in Warschau und seit 1987 wurde er der erste Dekan der Fakultät Rehabilitation dieser Universität.
Seit 1963 war Seyfried als Experte in der Rehabilitation der Weltgesundheitsorganisation (WHO) tätig. Von 2003 bis 2007 war er Mitglied des Ausschusses für die Rehabilitation, Sport und soziale Integration der Wissenschaften. Außerdem gilt er als pathobiomechanischer Pionier bei der Behandlung der Kinderlähmung.

## Wirken
Im Jahr 1953 gründete er ein Rehabilitationszentrum in Połczyn-Zdrój, und ein Jahr später das Sanatorium Orthopädie & Reha in Zagórze in der Nähe von Warschau. Im Jahr 1962 schuf er die Abteilung für Rehabilitation am Institut für Rheumatologie in Warschau, wo er als Direktor bis 1984 tätig war. Im Rahmen der Arbeit der WHO führte er unter anderem ein internationales Team in Algerien und diente auch als Experte des WHO-Regionalbüros für den Süd-Ost-Bereich Indiens und Ceylons, und für das Regionalbüro der WHO im westlichen Pazifik. Für seine Arbeit und Erfolge bei der Behandlung von Kinderlähmung erhielt er von der WHO eine Anerkennungsurkunde.
Seine wissenschaftliche Arbeit befasste sich unter anderem mit
- den vorhandenen Kompensationsmechanismen von Funktionsstörungen,
- der Entwicklung von Methoden zur Bewertung der pathologischen Veränderungen im Bewegungsapparat,
- der Identifizierung von Wirkmechanismen der ganzheitlichen Rehabilitation,
- der Verbesserung des Verständnisses über die rheumatoide Handfunktion und
- der Physiotherapie im Kindesalter mit neuromuskulären Erkrankungen.

Er war der Autor von etwa 100 Zeitungs- und Zeitschriftenartikeln, die in Polnisch, Englisch, Französisch und Deutsch veröffentlicht wurden.

## Quelle
- Profesor Andrzej Seyfried, online auf www.awf.edu.pl/.... Informationen über Andrzej Seyfried auf den Seiten Akademia Wychowania Fizycznego im. Józefa Piłsudskiego in Warschau (polnisch)

| Personendaten    | Personendaten                                  |
| ---------------- | ---------------------------------------------- |
| NAME             | Seyfried, Andrzej                              |
| KURZBESCHREIBUNG | polnischer Gelehrter und Professor der Medizin |
| GEBURTSDATUM     | 27. Juli 1922                                  |
| GEBURTSORT       | Lwiw                                           |
| STERBEDATUM      | 5. Januar 2009                                 |